# NGC 4268
NGC 4268 este o galaxie lenticulară situată în constelația Fecioara. A fost descoperită în 1 aprilie 1862 de către . Se află la o distanță de 31,33 de megaparseci de Pământ.